# Коронавірусна хвороба 2019 в Уругваї
Спалах коронавірусної хвороби 2019 в Уругваї — це поширення пандемії коронавірусної хвороби 2019 на територію Уругваю. Перший випадок хвороби в країні зареєстровано 13 березня в столиці країни Монтевідео. Більшість з перших випадків хвороби в країні завезені з Італії та Іспанії, з незначною кількістю випадків місцевої передачі вірусу. Значна частина ранніх випадків хвороби в країні також пов'язані з весіллям на 500 осіб у Монтевідео, на якому був присутній уругвайський модельєр, який повернувся з Іспанії, в якого пізніше підтверджено позитивний результат обстеження на коронавірус. Низка карантинних обмежень для стримування поширення коронавірусної хвороби запроваджено в середині березня, більшість обмежень щодо пересування людей та транспортного сполучення запроваджено наприкінці березня. Уругвай є однією з небагатьох країн Латинської Америки, яка успішно стримувала епідемію коронавірусної хвороби завдяки великій кількості тестувань на коронавірус. Станом на 25 червня 2020 року Уругвай мав четвертий показник у світі за співвідношенням виявлених випадків коронавірусної хвороби до кількості тестувань. Також Уругвай є однією з небагатьох країн Латинської Америки, якій вдалося уникнути великих спалахів протягом тривалого періоду часу завдяки закриттю кордонів із сусідніми країнами. Країна мала одну з найнижчих у Південній Америці кількість активних випадків на населення до грудня 2020 року, коли органи охорони здоров'я повідомили, що великі спалахи спричинили місцеву передачу вірусу в Монтевідео. 23 січня 2021 року президент Луїс Альберто Лакальє Поу повідомив під час прес-конференції, що уряд придбав вакцину проти COVID-19 у компаній «Pfizer» і «Sinovac Biotech», та ведуться переговори з третім виробником вакцин.

## Хронологія
Перші чотири випадки хвороби в країні, всі завезені з інших країн, зареєстровані 13 березня 2020 року. Один з перших хворих відвідував весілля на 500 осіб, двоє інших здійснили шестигодинну поїздку на автобусі з Монтевідео до Сальто. Пізніше частина пасажирів цього автобуса звернулася за медичною допомогою, і при огляді в них виявлені симптоми коронавірусної хвороби.
14 березня повідомлено, що двоє хворих, які їхали в автобусі 8 березня, мали контакт з близько 200 осіб, які були взяті на спостереження як підозрілі випадки, та направлені на домашній карантин.
Місцева передача вірусу підтверджена 15 березня після виявлення двох хворих, які не виїжджали за кордон. У перших хворих у країні спостерігались помірні симптоми коронавірусної хвороби. За попередні дні в аеропортах та морських портах Уругваю обстежено та виключено понад 60 підозр на коронавірусну хворобу. Однією з головних причин пізнього поширення коронавірусної хвороби в Уругваї фахівці вважають незначну кількість прямих авіарейсів між Уругваєм та країнами, які найбільше постраждали від коронавірусної хвороби: Китаєм, Німеччиною, північною Італією, Іраном та Південною Кореєю.
15 березня підтверджено позитивний результат тесту на коронавірус у лікаря, який працював у двох медичних закладах, після чого для обстеження викликані всі пацієнти, яких він перед цим оглядав, та співробітники закладів, де він працював.
16 березня стало відомо, що один із інфікованих побував на весіллі в Парагваї, а пізніше, у п'ятницю 6 березня, побував на передматчевій зустрічі з уболівальниками одного з клубів уругвайської прімери, унаслідок чого виникли щонайменше 20 підозр на коронавірусну хворобу.
17 березня повідомлено, що позитивний тест на коронавірус отримали 3 студенти приватного університету, які були на весіллі, яке відвідували інфіковані коронавірусом особи, після чого всі троє були присутні на очних заняттях у своєму навчальному закладі. Інших студентів з їх групи відправили на карантин.
З перших 29 підтверджених випадків 26 зареєстровані в столиці країни Монтевідео, де проживає близько третини населення країни. Два випадки зареєстровані у Сальто, та один у Мальдонадо. 9 з цих випадків завезені з-за кордону, а решта 29 інфікувались після контакту з одним із підтверджених випадків хвороби. Значна частина цих ранніх випадків були пов'язані з весіллям 7 березня в Карраско, на якому були присутні 500 осіб, серед яких один чоловік, який приїхав з Іспанії, у якого пізніше з'явилися симптоми хвороби та підтвердився позитивний результат тесту на COVID-19. З перших 55 випадків у країні 44 мали зв'язок з цим весіллям. Згодом один з подорожуючих, який повертався з Іспанії, стверджував, що на його питання, чи проводились в аеропорту якісь заходи, оскільки він приїхав з Європи, йому відповіли, що ні.
Уругвайський лікар Мартін Стриєвський заявив, що для подолання епідемії хвороби необхідні культурні зміни. В Уругваї часто зустрічають людей поцілунком у щоки, натомість Стриєвський рекомендував людям вітати одне одного, не торкаючись. Він також рекомендував не користуватися однією соломинкою кільком людям при традиційному спільному вживанні місцевого тонізуючого напою мате. Стриєвський також радив, щоб люди обробляли дезинфікуючим засобом поверхні, до яких вони часто торкаються.
На початку квітня в лікарні Вілардебо виявлено спалах коронавірусної хвороби, після чого лікарню закрили та помістили на карантин.

## Заходи для боротьби з епідемією
Після підтвердження перших випадків коронавірусної хвороби в країні запроваджено низку карантинних заходів. Скасовані усі громадські заходи, закрито більшість громадських закладів. Спілка уругвайських таксистів закликала пасажирів не сідати на переднє сидіння біля водія. Широкий фронт тимчасово призупинив політичну агітацію, а кандидат від Багатоколірної Коаліції Лора Раффо повідомила, що вона призупинить передвиборчу агітацію в закритих приміщеннях. Кінотеатри почали вимагати від відвідувачів розсідатися з вільним місцем між відвідувачами. Католицькі єпископи внесли деякі зміни в церемонії богослужіння. 17 березня закрито всі торгові центри в країні. Газета «El País» повідомила 18 березня про те, що міністр Хорхе Ларранага порадив жителям країни якомога більше залишатися вдома.
Республіканський університет приупинив заняття в аудиторіях 13 березня, а пізніше повідомив про перехід на дистанційне навчання до кінця семестру. 14 березня уряд оголосив про припинення занять у державних та приватних школах на два тижні. Школи мали залишатися відкритими, щоб забезпечувати харчування учнів, проте заняття не повинні були проводитися. Призупинення занять у навчальних закладах спочатку продовжено до 13 квітня, пізніше неодноразово продовжувалось. 21 травня президент країни Луїс Альберто Лакальє Поу оголосив програму повернення учнів до навчальних закладів на добровільних засадах, починаючи з червня 2020 року. Студенти перейшли до онлайн-занять за допомогою комп'ютерних програм та інтернет-ресурсів, які вже були створені в рамках проекту Сейбал. Приватні навчальні заклади, як не приєднались до проекту Сейбал, розпочали навчання на навчальних платформах Zoom, Webex, WhatsApp, Google Classroom та Moodle.
16 березня видано урядове розпорядження про закриття всіх пунктів пропуску на кордоні, крім міжнародного аеропорту Карраско. 17 березня опівночі закритий кордон з Аргентиною. Зупинено також транскордонне річкове та авіаційне сполучення. Президент країни також сказав, що закриття кордону з Бразилією буде трохи складнішим, оскільки цей кордон є суходільним, і багато людей, які мешкають біля кордону, живуть «двонаціональним життям». Президент також порадив людям похилого віку залишатись удома. 18 березня призупинено авіасполучення зі США, а 20 березня опівночі з Європою, цього дня аеропорти повинні закритись.
Уряд рекомендував більшості громадян перейти на надомну роботу, та не їздити до інших міст і країн, та запровадив безкоштовну лінію для медичної консультації по телефону. Для звільнення лікарняних ліжок дозволено перенести планові операції. Міністерство внутрішніх справ повідомило, що відправить групи патрульних з гучномовцями на вулиці міст, щоб попереджувати громадян не збиратися великими групами. У в'язницях запроваджено вимірювання температури тіла, а трудова діяльність в'язнів обмежена.
17 березня міністерство економіки та фінансів країни опублікувало перелік цін на такі товари, як антисептик для рук, спирт-ректифікат та захисні маски, на які встановлюються фіксовані ціни, з метою запобігання спекуляції. У цьому переліку були вказані місця, де можна було придбати ці товари, та ціни на них у кожному місці.
18 березня представники уряду повідомили, що в них на столі знаходяться кілька планів заходів боротьби з поширенням коронавірусної інфекції. при чому вони виключили можливість введення загального жорсткого карантину. Оскільки в країні різко збільшилась кількість подань на виплату страхування на випадок безробіття, уряд оголосив про виплату субсидій та інші заходи для пом'якшення негативного впливу епідемії на економіку.
Медичний синдикат Уругваю закликав до введення суворого карантину в країні (зокрема закриття всіх закладів та секторів економіки, які не є життєво важливими). Станом на 19 березня цей захід обговорювався в уряді, проте не був реалізований через побоювання щодо його економічних наслідків.
Наприкінці березня уряд Уругваю закрив кордони країни для іноземців, за винятком жителів Уругваю, транзитних пасажирів та жителів міст на кордоні з Бразилією.
30 березня уряд країни повідомив, що з 1 по 12 квітня будуть вжиті заходи щодо обмеження транспортного сполучення в країні напередодні Страсного тижня. Мешканцям країни рекомендовано не користуватися автофургонами та не подорожувати з мисливською зброєю, на території всієї країни закрили кемпінги. Громадянам рекомендовано залишатися вдома і уникати відвідування місць зі скупченнями людей, у тому числі кемпінгів.
17 квітня президент Луїс Альберто Лакальє Поу повідомив, що його адміністрація вирішила створити групу під абревіатурою GACH, що складається з експертів, щоб визначити методи та дослідження для консультування уряду. Головними експертами були: математик, інженер-електрик і академік Латиноамериканської академії наук Фернандо Паганіні; доктор Рафаель Раді, перший уругвайський учений у Національній академії наук США і президент Національної академії наук Уругваю; і доктор Генрі Коен, президент Національної академії медицини, якому Всесвітня гастроентерологічна організація присвоїла ступінь магістра в 2019 році.
Станом на 2 грудня, враховуючи зростання випадків (особливо в Монтевідео), було запроваджено в дію низку тимчасових заходів для уповільнення зростання кількості випадків хвороби. Серед них заборона спортивних заходів у спортзалах і закритих місцях, впровадження вимог щодо віддаленої роботи, закриття ресторанів після опівночі та призупинення вечірок до Нового року.
16 грудня у зв'язку зі стрімким зростанням справ виконавча влада оголосила про новий комплекс заходів: регламентацію статті 38 конституції (повноваження виконавчої влади розпускати агломерації); заборона в'їзду з-за кордону з 21 грудня по 10 січня; зменшення пропускної спроможності перевезень між регіонами на ці дати вдвічі; подовження часу роботи торгових центрів та вуличних ринків; відновлення роботи спортивних залів (з максимальною місткістю 30 %) і призупинення громадських заходів. Через 21 день, 6 січня, повідомлено, що закриття кордонів і обмеження статті 38 конституції залишаться ще на 20 днів. Крім того, повідомлено, що громадські заходи відновляться з мінімальною кількістю місць і спортивні заходи без глядачів, а також буде дозволено барам і ресторанам продовжити години роботи до 2 години ночі.
27 січня 2021 року повідомлено, що з 1 лютого кордони знову відкриються для громадян Уругваю та іноземців, які постійно проживають у країні, а також у випадках, передбачених винятками.
16 березня 2021 року, за два тижні до початку занять, президент країни оголосив про двотижневе призупинення занять в учбових закладах у департаменті Рівера та призупинення очних занять у решті країни. Через тиждень, 23 березня, після підтвердження випадків бразильського варіанту в 7 департаментах країни, було повідомлено про додаткові заходи: закриття державних установ до 12 квітня; призупинення очних занять на всіх рівнях навчання; закриття бальнеологічних оздоровниць, спортзалів і безкоштовних магазинів на кордоні з Бразилією. Крім того, він повідомив, що буде відновлено податок до спеціального коронавірусного фонду для тих посадовців, чия зарплата перевищує 120 тисяч песо на місяць, і він буде спрямований на коронавірусний фонд. Президент заперечив, що країна повернеться до повного домашнього карантину, але це буде заклик залишатися у власному міхурі безпеки. Пізніше ці заходи були продовжені до квітня, травня та червня.
Повернення до очного навчання почалося 3 травня 2021 року з відкриття сільських шкіл. 7 червня учні першого, другого та третього класів початкової школи з Монтевідео, Канелонеса та Сальто повернулися до своїх класів. 14 червня учні четвертих, п'ятих і шостих курсів міських шкіл по всій країні, за винятком Монтевідео, Канелонес і Сальто, які повернулися до очних занять 21 числа. 12 липня учні першого, четвертого та шостого класів середньої школи та технічного університету повернулися до очного навчання; а через тиждень, 19 липня, до очного навчання повернулись учні другого, третього та п'ятого класів.
5 липня були дозволені публічні шоу, вечірки та події подібного характеру, а також фуд-корти з обмеженою кількістю місць. Кінотеатри також були відкриті, за винятком Монтевідео, Канелонес і Мальдонадо, які були знову відкриті для публіки 15 липня. З 18 серпня глядачі могли заходити на стадіони; перший матч відбувся на стадіоні «Кампеон-дель-Сігло» за присутності 5000 глядачів, де клуб «Пеньяроль» грав проти клубу «Спортінг Крістал».
1 листопада 2021 року кордони країни були відкриті, та дозволено в'їзд іноземцям, які підтвердять, що вони були щеплені однією або двома дозами, залежно від вакцини; і тих, хто хворів протягом останніх 90 днів до прибуття в країну. За перший тиждень в країну в'їхало понад 23 тисяч осіб, а виїхало 19 тисяч.

## Вплив епідемії
Кількість подань на виплату допомоги по безробіттю різко зросла в середині березня 2020 року, дещо зменшилась до кінця місяця, а потім знову зросла на початку квітня. У березні місяці було подано 86 тисяч заяв про допомогу по безробіттю, тоді як у середньому за місяць подавалось лише близько 11 тисяч таких заяв. Більшість (близько 85 %) подань надано у зв'язку з тимчасовим закриттям закладів та підприємств, і лише 3 % у зв'язку зі звільненням.
На початку квітня за повідомленням державної телекомунікаційної компанії «Antel» використання домашнього Інтернету збільшилось на 32 %, а використання мобільних пристроїв на 44 %.

## Вакцинація

### Закупівля
23 січня 2021 року президент Луїс Альберто Лакальє Поу повідомив під час прес-конференції, що уряд придбав вакцину проти COVID-19 у компаній «Pfizer» і «Sinovac Biotech», та ведуться переговори з третім виробником вакцин. Однак 27 січня 2021 року Дімас Ковас, директор Інституту Бутантан, дослідницького центру, який керує закупівлями вакцин «Sinovac» у Латинській Америці, заявив, що ще не було угоди між центром і міністерством охорони здоров'я Уругваю, що суперечило заяві про те, що уряд Уругваю придбав вакцини «Sinovac». Проте Ковас зазначив, що існує «попередня угода».
Очікувалося, що перша партія вакцини «Pfizer» надійде наприкінці лютого або на початку березня 2021 року. Крім того, уряд Уругваю має намір придбати 1,5 мільйона доз вакцини за ініціативою Всесвітньої організації охорони здоров'я COVAX у березні 2021 року. Крім того, уряд Уругваю мав намір придбати 1,5 мільйона вакцин за ініціативою Всесвітньої організації охорони здоров'я COVAX у березні 2021 року. 1 лютого було підтверджено, що в Уругвай буде доставлена вакцина Oxford–AstraZeneca, і що першою партією буде щеплено 3 % населення.

### Перебіг вакцинації
Перша партія із 192 тисяч доз вакцини «Коронавак» надійшла 25 лютого 2021 року. Вакцинація розпочалася 1 березня, першими були щеплені медичні працівники, особи віком після 60 років, працівники сфери освіти, Інституту дітей та підлітків, поліція, Збройні сили, пожежники та митники в аеропортах, портах і сухопутних кордонах. 8 березня 2021 року щеплення почали проводитись осібам віком від 55 до 59 років.
Перша партія з 50 тися доз вакцини Pfizer–BioNTech надійшла 10 березня 2021 року. Вакцинація медичних працівників та ув'язнених почалася 12 березня. 16 березня почалася вакцинація в будинках пристарілих. Того ж дня прибула велика партія з 1558000 доз «Коронавак». Через день, 17 березня, надійшла 51 тисяча доз вакцини Pfizer–BioNTech.
15 березня 2021 року вакцинація була розширена для осіб віком від 50 до 70 років, які проживають у містах, що межують з Бразилією, 18 березня 2021 року для осіб цієї ж вікової групи в решті країни, та для осіб старше 80 років 22 березня 2021. З 29 березня по 2 квітня в особливий період щеплено 170 тис. осіб віком від 18 до 70 років. 10 квітня щеплення стали доступними для осіб віком від 70 до 79 років, 1 червня особам від 18 до 30 років, 9 червня 2021 року особам від 12 до 17 років, а також дітям від 5 до 11 років з 12 січня 2022 р.
28 липня 2021 року уряд схвалив третю вакцинацію для людей з імунодепресією та щеплених «Коронавак».
Станом на 24 серпня першу дозу вакцини отримали понад 2,6 мільйона осіб (75 % населення), повністю щеплені понад 2,48 мільйона осіб (70 %).